# Mabuya nigropalmata
Mabuya nigropalmata är en ödleart som beskrevs av  Andersson 1918. Mabuya nigropalmata ingår i släktet Mabuya och familjen skinkar. Inga underarter finns listade i Catalogue of Life.